# バレーボールフランス男子代表

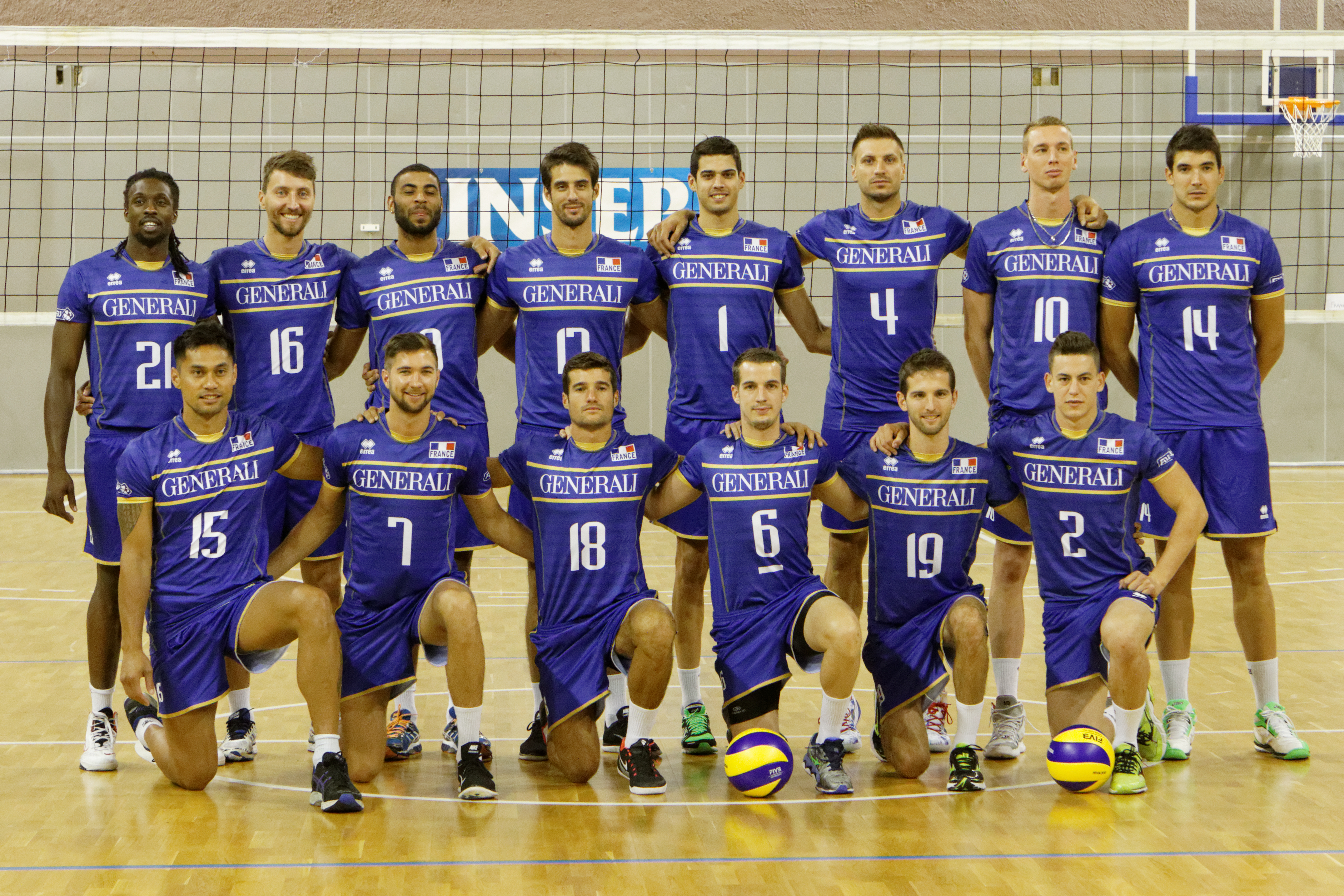
2014

バレーボールフランス男子代表（バレーボールフランス だんしだいひょう, 仏: Équipe de France de volley-ball）は、バレーボールの国際大会で編成されるフランスの男子バレーボールナショナルチーム。

## 歴史
1936年フランスバレーボール連盟が設立。1947年に国際バレーボール連盟へ加盟した。1940年代の欧州選手権と世界選手権の第1回大会に出場したフランスは、古くからバレーボールが盛んな国として知られる。リーグAと呼ばれるヨーロッパでも有数のプロリーグを擁し、代表選手の多くが所属しているが、ナショナルチームには突出した高い能力を持つ選手はおらず、ミスの少ないディフェンス型の機能的なバレーを展開している。
1980年代後半に欧州選手権で2度表彰台に立った後、1990年代後半から2000年代初頭にかけてジュニア世代から強化された有能な選手に恵まれ、それまでのチームにはなかった高い攻撃力と堅い守備力で一躍、強豪国を脅かす存在となった。12年ぶりに出場した2002年世界選手権で銅メダルを獲得、2003年欧州選手権で準優勝し、世界最終予選を経て2004年アテネオリンピック出場を果たした。FIVBランキングは最高4位まで上昇した。
アテネオリンピック後の世代交代も順調に進み、2006年ワールドリーグで準優勝し再び表彰台に立ったものの、その後低迷。2007年11月から行われた北京オリンピック欧州予選のための予備予選の準決勝でチェコに敗れ、2008年1月開催の欧州予選の出場資格を逃し、2大会連続オリンピック出場への道は断たれることとなった。
若手の新鋭とベテランの代表復帰によるチーム編成で臨んだ2009年欧州選手権では、3大会ぶりに準優勝を飾っている。
2021年の東京オリンピックでは、決勝でロシアオリンピック委員会を破りオリンピック初の金メダルを獲得した。

## 過去の成績

### オリンピックの成績
1964年から1984年まで出場なし
| - 1988年 - 8位 - 1992年 - 11位 - 1996年 - 不出場 - 2000年 - 予選敗退 - 2004年 - 9位 - 2008年 - 不出場 | - 2012年 - 最終予選敗退 - 2016年 - 9位 - 2020年 - 金メダル - 2024年 - 金メダル |  |

### 世界選手権の成績
| - 1949年 - 6位 - 1952年 - 6位 - 1956年 - 7位 - 1960年 - 9位 - 1962年 - 不出場 - 1966年 - 18位 - 1970年 - 17位 | - 1974年 - 16位 - 1978年 - 15位 - 1982年 - 16位 - 1986年 - 6位 - 1990年 - 8位 - 1994年 - 不出場 - 1998年 - 欧州予選敗退 | - 2002年 - 銅メダル - 2006年 - 6位 - 2010年 - 11位 - 2014年 - 4位 - 2018年 - 7位 - 2022年 - 5位 |

### ワールドカップの成績
- 1965年 - 11位
- 2003年 - 5位

### 欧州選手権の成績
| - 1948年 - 準優勝 - 1950年 - 不出場 - 1951年 - 3位 - 1955年 - 8位 - 1958年 - 8位 - 1963年 - 8位 - 1967年 - 10位 - 1971年 - 14位 - 1975年 - 8位 - 1977年 - 10位 - 1979年 - 4位 - 1981年 - 8位 | - 1983年 - 12位 - 1985年 - 3位 - 1987年 - 準優勝 - 1989年 - 5位 - 1991年 - 9位 - 1993年 - 9位 - 1995年 - 不出場 - 1997年 - 4位 - 1999年 - 6位 - 2001年 - 7位 - 2003年 - 準優勝 | - 2005年 - 7位 - 2007年 - 9位 - 2009年 - 準優勝 - 2011年 - 7位 - 2013年 - 5位 - 2015年 - 優勝 - 2017年 - 9位 - 2019年 - 4位 - 2021年 - 9位 - 2023年 - 4位 |

### ワールドリーグ・ネーションズリーグの成績
| - 1990年 - 5位 - 1991年 - 8位 - 1992年 - 11位 - 1999年 - 7位 - 2000年 - 7位 - 2001年 - 5位 - 2002年 - 7位 - 2003年 - 10位 - 2004年 - 5位 - 2005年 - 10位 - 2006年 - 準優勝 | - 2007年 - 6位 - 2008年 - 10位 - 2009年 - 9位 - 2010年 - 12位 - 2011年 - 12位 - 2012年 - 7位 - 2013年 - 10位 - 2014年 - 10位 - 2015年 - 優勝 - 2016年 - 3位 - 2017年 - 優勝 | - 2018年 - 準優勝 - 2019年 - 6位 - 2020年 - 中止 - 2021年 - 3位 - 2022年 - 優勝 - 2023年 - 8位 |

## 現在の代表
2024年パリオリンピックに登録された12名。
| 監督 | アンドレア・ジャーニ       | アンドレア・ジャーニ | アンドレア・ジャーニ | アンドレア・ジャーニ           | アンドレア・ジャーニ | アンドレア・ジャーニ |
| No.  | 選手名                     | シャツネーム         | 身長                 | 所属                           | P                    | 備考                 |
| 1    | バルテレミ・シネニエズ     | Chinenyeze           | 204                  | ASバレー・ルーベ               | MB                   |                      |
| 2    | ジェニア・グルベニコフ     | Grebennikov          | 188                  | VCゼニト・サンクトペテルブルク | L                    |                      |
| 4    | ジャン・パトリ             | Patry                | 207                  | パワーバレー・ミラノ           | OP                   |                      |
| 6    | ベンジャミン・トニウッティ | Toniutti             | 183                  | ヤストシェンスキ・カーボン     | S                    | キャプテン           |
| 7    | ケヴィン・ティリ           | Tillie               | 200                  | プロジェクト・ワルシャワ       | OH                   |                      |
| 9    | イアルバン・ヌガペト       | Ngapeth              | 194                  | ペイカン・テヘランVC           | OH                   |                      |
| 11   | アントワーヌ・ブリザール   | Brizard              | 196                  | ユー・エナジー・バレー         | S                    |                      |
| 14   | ニコラ・ルゴフ             | Le Goff              | 206                  | モンペリエ・バレー             | MB                   |                      |
| 17   | トレボール・クレブノ       | Clevenot             | 199                  | ヤストシェンスキ・カーボン     | OH                   |                      |
| 19   | ヤシン・ルアティ           | Louati               | 198                  | フェネルバフチェSK             | OH                   |                      |
| 21   | テオ・フォール             | Faure                | 202                  | トップ・バレー                 | OP                   |                      |
| 25   | クエンティン・ジュフロワ   | Jouffroy             | 202                  | ナルボン・バレー               | MB                   |                      |

## 歴代代表監督
- フィリップ・ブラン（2001-2012年）
- ロラン・ティリ (2012-2021年)
- ベルナルド・レゼンデ (2021年-2021年)
- アンドレア・ジャーニ (2022年-)

## 歴代代表選手
| - エリック・ブビエ（1979-1992年） - フィリップ・ブラン（1980-1991年） - ロラン・ティリ（1982-1995年） - フィリップ・サルバン（1985-1993年） - クリストフ・メノウ（1986-2000年） - ロラン・シャンベルタン（1987-2002年） - ロワク・ドゥケルグレ（1994-2004年） - ドミニク・ダカン（1994-2006年） - フランツ・グランボルカ（1996-2007年） | - ステファン・アンティガ（1998-2012年） - ユベール・エノ （1999-2016年） - ジャン＝シャルル・モネレー（2001-2005年） - フィリップ・バルカシジク（2001-2006年） - ヴィンセント・モンメ（2002- ） - ギョーム・サミカ（2003-2012） - ピエール・ピュジョル（2003-2016年） - セバスチャン・リュエット（2006年） - アントナン・ルジエ（2006-2016年） |